# Jason Lowe (darter)
Jason Lowe (Cradley Heath, 30 oktober 1972) is een Engelse dartsspeler.

## Carrière
Lowe bereikte de laatste 32 in de UK Open van 2018, waarin hij verloor van Chris Dobey. Hij plaatste zich ook voor de UK Open 2020, ditmaal als nummer 95 van de PDC Order of Merit. Weer bereikte hij de laatste 32 door overwinningen op onder andere Cody Harris (6-1) en Adrian Lewis (10-4).
Uiteindelijk moest hij het hoofd buigen voor Michael van Gerwen (9-10). Op het PDC WK van 2021 bereikte hij de derde ronde doordat hij van onder andere Michael Smith wist te winnen.

## Resultaten wereldkampioenschappen

### PDC
- 2021: Laatste 32 (verloren van Devon Petersen met 0-4)
- 2022: Laatste 64 (verloren van José de Sousa met 2-3)